# Puts

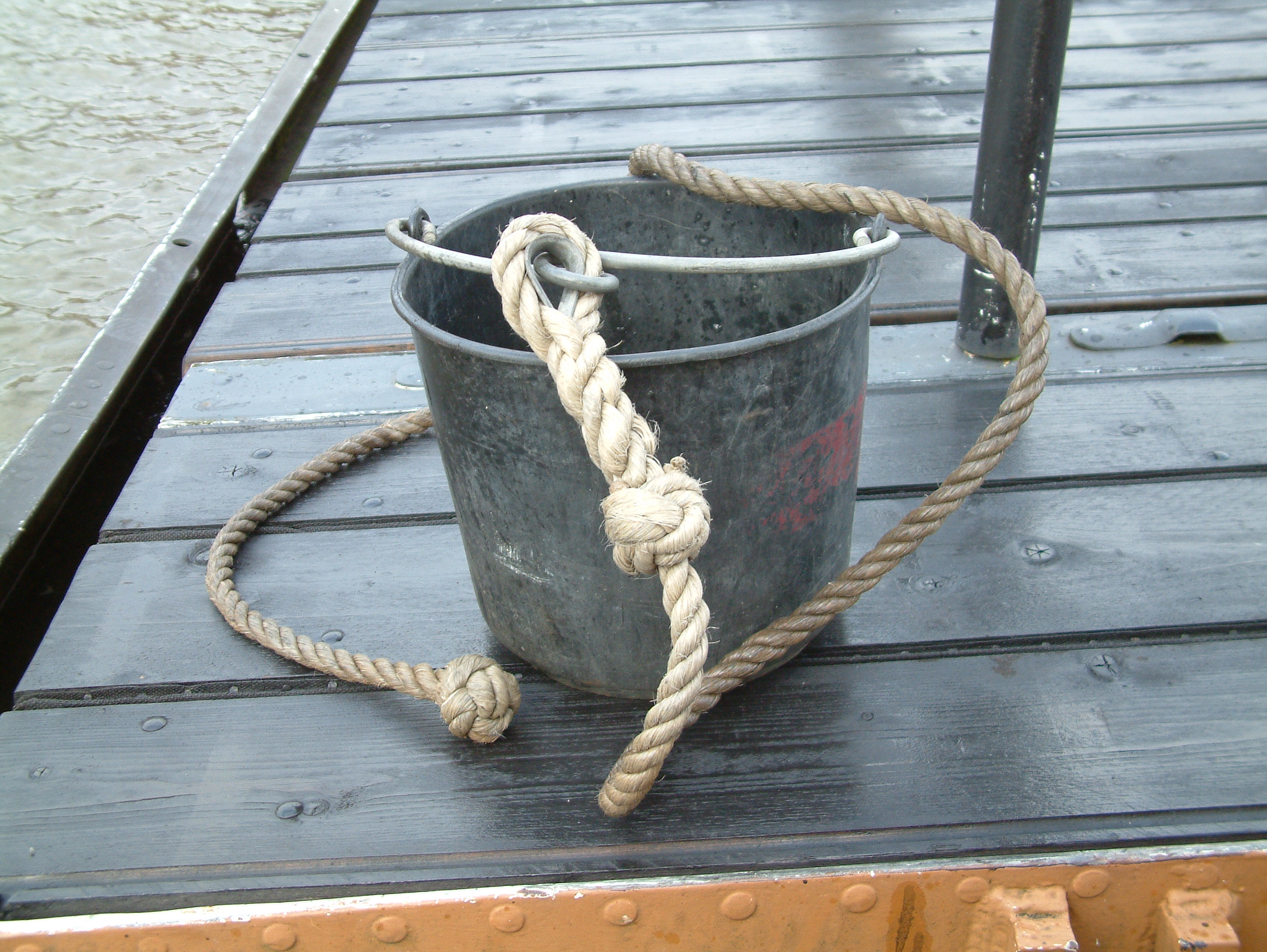
Moderne puts.

Een puts is een emmer aan een touw voor scheepsgebruik, die bestemd is om buitenwater aan boord te halen. Aan de emmer zit een hengsel, waar in het midden een krul in gedraaid is. In die krul zit een puntkous met een niet al te dunne lijn. Die lijn is aan het eind voorzien van een valreepsknoop en is van voldoende lengte om staand aan dek of zelfs vanaf de roef water te kunnen putsen. 
De puts als hier getoond is een moderne variant van de klassieke puts. Die bestond uit een ronde bodem en een aantal duigen, waarvan er twee (tegenover elkaar) iets langer waren gehouden. De puts had de vorm van een afgeknotte kegel. Door de uiteinden van die twee duigen stak het hengsel van touw. Op de buiten de puts stekende uiteinden van het hengsel werd een sjouwermansknoop gestoken. 
Aan het gebruik van een puts ziet men de ervaring af. Als er een te licht touw op is gesplitst, kan de puts alleen maar te water worden gegooid en worden gehoopt dat hij voldoende water pakt. Bij een snel varend schip zal dit mislukken. Is het touw zwaar genoeg, of zoals in de afbeelding iets verzwaard met een sierknoop, dan hangt men de puts vlak boven het water, geeft een lichte slinger aan het touw en laat de puts tegelijkertijd iets zakken, met de opening in de vaarrichting. De puts "hapt" daarmee water.